# Murray River
Der Murray River ist ein 2375 Kilometer langer Fluss im Südosten Australiens. 
Er ist der wasserreichste und nach seinem größten Nebenfluss, dem Darling River, der zweitlängste Fluss des Landes. Der Murray teilt mit dem Darling River einen gemeinsamen Unterlauf von 828 Kilometern Länge, sie bilden zusammen von den Quellen bis zur Mündung ins Meer ein Flusssystem von 3672 Kilometern (nach anderen Quellen 3750 Kilometern).

## Geographie

### Flusslauf
Der Murray River entspringt im Südteil der Australischen Alpen im Bundesstaat Victoria und fließt zunächst nordwestwärts. In diesem Abschnitt bildet er die Grenze zwischen Victoria und New South Wales. Bei Wentworth fließt er mit seinem längsten Nebenfluss, dem Darling River, zusammen. Beide Flüsse entwässern zusammen große Teile von Victoria, New South Wales und das südliche Queensland, ein Gebiet von 1.058.549 km², das Murray-Darling-Becken.
An der Grenze zu South Australia ändert sich die Fließrichtung nach Südwesten. Bevor der Fluss südwestlich von Murray Bridge durch den Murray Mouth in die Südaustralische See mündet, passiert er noch den Lake Alexandrina. Der wichtigste Nebenfluss neben dem Darling River ist der Murrumbidgee River.
Von der Mündung aus ist der Murray 1986 Kilometer stromaufwärts bis zum Yarrawonga-Wehr (Victoria) schiffbar. Auf dieser Strecke befinden sich 13 Schleusen oder Wehre. Beliebt ist die Fahrt mit Hausbooten.
Zu den wichtigen Städten, die am Lauf des Murray liegen, gehören Albury, Swan Hill, Echuca, Mildura und Murray Bridge.

### Nebenflüsse
Im Folgenden die Nebenflüsse des Murray River mit Mündungshöhe.

#### Grenze Victoria – New South Wales
- Mac Creek – 900 m
- Dead Horse Creek – 898 m
- Limestone Creek – 898 m
- Greenwood Creek – 867 m
- Bulley Creek – 865 m
- Crows Stick Creek – 827 m
- Charlie Creek – 827 m
- Rough Creek – 772 m
- Tom Groggin Creek – 679 m
- Cascade Creek – 633 m
- Dan Creek – 616 m
- Dead Horse Creek – 608 m
- Buckwong Creek – 552 m
- Serpentine Creek – 547 m
- Snowy Creek – 522 m
- Stony Creek – 507 m
- Omeo Creek – 505 m
- Hermit Creek – 439 m
- Surveyors Creek – 428 m
- Barlow Creek – 409 m
- Bunroy Creek – 351 m
- Biggara Creek – 295 m
- Swampy Plain River – 269 m
- Spring Flat Creek – 263 m
- Corryong Creek – 243 m
- Tooma River – 238 m
- Horse Creek – 236 m
- Cudgewa Creek – 234 m
- Pine Mountain Creek – 222 m
- Ournie Creek – 221 m
- Horse Creek – 212 m
- Jingellic Creek – 211 m
- Seven Mile Creek – 196 m
- Basin Creek – 195 m
- Home Flat Creek – 188 m
- Flaggy Creek – 184 m
- Koetong Creek – 182 m
- Mullengandra Creek – 180 m
- Johnston Creek – 180 m
- Tallangatta Creek – 180 m
- Cottontree Creek – 180 m
- Wises Creek – 180 m
- Mitta Mitta River – 180 m
- Kiewa River – 156 m
- Black Dog Creek – 142 m
- Ovens River – 128 m
- Mulwala Canal – 124 m
- Yarrawonga Channel – 123 m
- Bullanginya Lagoon – 118 m
- Ulupna Creek – 116 m
- Bullatale Creek – 112 m
- Edward River – 105 m
- Barmah Creek – 105 m
- Gulpa Creek – 104 m
- Broken Creek – 103 m
- Goulburn River – 101 m
- Campaspe River – 99 m
- Deep Creek – 98 m
- Cohuna Channel Left Branch – 95 m
- Deniboota Channel – 94 m
- Gunbower Creek – 93 m
- Little Murray River – 81 m
- Little Murray River – 76 m
- Loddon River – 71 m
- Bingara Creek – 70 m
- Wee Wee Creek – 64 m
- Peacock Creek – 63 m
- Bridge Creek – 62 m
- Tualka Creek – 62 m
- Manie Creek – 61 m
- Jack Creek – 60 m
- Wakool River – 59 m
- Murrumbidgee River – 57 m
- Taila Creek – 56 m
- Outlet Creek – 46 m
- Chalka Creek – 45 m
- Inlet Creek – 45 m
- Towrie Creek – 41 m
- Main Channel – 40 m
- Darling River – 37 m
- Great Darling Anabranch – 33 m
- Wallapolla Creek – 32 m

#### South Australia
- Potterwallkagee Creek – 27 m
- Punkah Creek – 27 m
- Hunchee Creek – 26 m
- Toupnein Creek – 25 m
- Monoman Creek – 24 m
- Ral Ral Creek – 20 m
- Pike River – 17 m
- Burra Creek – 7 m
- Marne River – 5 m
- Saunders Creek – 2 m
- Reedy Creek – 1 m
- Shepherd Creek – 1 m
- Bremer River – 0 m
- Angas River – 0 m
- Finniss River – 0 m
- Currency Creek – 0 m

### Seen und Stauseen
Im Folgenden die Seen und Stauseen entlang dem Flusslauf des Murray River mit Höhenangabe.
- Lake Hume – 180 m
- Lake Mulwala – 124 m
- Euston-Seen – 56 m
- Coorong – 0 m
- Lake Albert – 0 m
- Lake Alexandrina – 0 m

## Ökologie
Die Stadt Adelaide ist in ihrer Wasserversorgung zum großen Teil vom Murray abhängig. Auch für die Landwirtschaft im Murray-Darling-Becken ist Wasser des Flusses unentbehrlich. Der Murray River wird an vier Stellen gestaut. Vor dem Bau der Stauseen trocknete der Murray River in seltenen Fällen bei extremer Dürre aus. Lake Hume, benannt nach den ersten europäischen Entdeckern des Murray, zählt mit einer Fläche von 202 km² und einem Volumen von 3.038.000.000 m³ zu den größten Stauseen Australiens. Viel Wasser entzieht zudem das Seen- und Sumpfsystem rund um den Lake Alexandrina und den Coorong dem Fluss. All diese Faktoren führen dazu, dass nur noch wenig Wasser das Meer erreicht. Die Murray-Mündung droht zu versanden. Nur dank des Einsatzes von Baggerschiffen rund um die Uhr kann sichergestellt werden, dass nach wie vor Salzwasser durch die Murray-Mündung ins Lagunen-System des Coorongs gelangt. Andererseits droht in Dürreperioden Salzwasser in das Innere des Mündungssystems bis zum Lake Alexandrina einzudringen. So wurde ein System von fünf Sperrwerken errichtet, die Goolwa Barrages, die bei Flut oder bei extremem Niedrigwasser des Murray River eine Beeinträchtigung der Süßwasserzonen verhindern.
Im Einzugsgebiet des Murray River und seiner Nebenflüsse kommen 28 endemische Fischarten vor. Eine von ihnen ist Maccullochella peelii (englisch Murray cod, „Murray-Dorsch“). Von dem zur Familie der Dorschbarsche gehörenden Fisch wurden Exemplare von bis zu 1,8 Meter Länge und 113 Kilogramm Gewicht gefangen.
Eingeführte europäische Karpfen haben in manchen Nebenflüssen die einheimischen Fische fast vollständig verdrängt und machen heute bis zu 90 Prozent der Fischpopulation aus.